# Анхелес, Артуро
Артуро Анхелес (англ. Arturo Angeles; род. 12 сентября 1953, Мехико) — футбольный судья из США. Наибольшую известность ему принесло судейство у себя на родине матча Аргентина — Греция в рамках чемпионата мира по футболу 1994. Судил международные матчи с 1989 по 1998 год.

## Карьера
Он судил следующие официальные матчи в рамках некоторых турниров:
- Чемпионат мира среди команд до 20 лет 1989 (1 матч)
- Кубок Америки 1991 (2 матча)
- Золотой Кубок 1991 (2 матча)
- Кубок Америки 1993 (1 матч)
- ОИ 1992 (2 матча)